# Coney Island (pel·lícula de 1917)
Coney Island (també titulada “Fatty at Coney Island”)és un curtmetratge mut escrit i dirigit per Roscoe Arbuckle i protagonitzat per ell mateix, Buster Keaton, Al St. John i Alice Mann. Es va rodar a Coney Island (Nova York) aprofitant moltes de les seves atraccions, especialment el Luna Park, en un moment en què Keaton encara no havia establert el seu personatge arquetípic (caracteritzat per la seva “cara de pal”) per lo que tenim l’oportunitat de veure’l actuant amb molta expressivitat i fins i tot fer una ampla riallada. Es va estrenar el 29 d’octubre de 1917.

## Argument
Fatty ha estat arrossegat a Coney Island per la seva dona, que insisteix que passen el temps junts a la platja. Inspirat en un gos que cava un forat a la sorra, Fatty s'amaga d’ella enterrant-se a la sorra i després corre cap al parc d'atraccions mentre ella el busca. La dona demana l'ajuda d'un “vell amic” que entra al parc per buscar en Fatty, però un cop allà descobreix una jove atractiva que no pot entrar al parc perquè el seu xicot (el "rival") no té diners. Ràpidament la convida perquè entri amb ell al parc, deixant el rival desconcertat però aquest aconsegueix entrar al parc amagat en un barril per seguir la parella. Dins el parc, els dos homes acaben provocant un accident per lo que ella se sent decebuda pel seu comportament infantil. El vell amic marxa a cercar un gelat per a la noia i en aquell moment Fatty apareix en escena i també s'enamora de la noia, per lo que comença a conversar educadament amb ella.
Quan el vell amic torna Fatty actua com si els hagués anat a buscar per a ells dos per lo que l’altre s'enfada. En aquell moment Fatty dona una cossa al cul d’un policia que creu que ha estat obra del vell amic i l’arresta. Fatty i la noia fan un passeig en barca pel tobogan d’aigua però la força de l'impacte en arribar a baix fa que tots dos caiguin a la piscina circumdant. El “rival” salva la noia i Fatty, però aquest fa caure l’altre accidentalment a la piscina. En veure que pot nedar i no s'ofega, marxa amb la noia.
Fatty veu la seva dona que el busca i porta la noia a una caseta de banys propera i els dos es vesteixen (Fatty com una dona i la noia amb un vestit nou i una perruca) per evitar ser descoberts abans d'anar a la platja.
L'esposa de Fatty s'assabenta que l’amic ha estat arrestat i el treu de la presó. Van a la platja per idear un nou pla on coincideixen amb Fatty i la noia disfressats. El vell amic se sent atret per Fatty disfressat de dona i coqueteja amb ell abans que el rival arribi a l'escena i reveli que la dona és en realitat Fatty. Fatty i el vell amic es barallen mentre que la noia i el rival s'ho miren des del moll i festegen. Fatty i l’amic acaben arrestats per una colla de policies que recorden els Keystone Cops. A la presó es barallen i quan els policies volen intervenir són deixats fora de combat. Apareix la dona però Fatty la tanca a la garjola amb els policies. En sortir de comissaria, els dos coincideixen que anar darrere de les dones ha estat la raó de la seva situació i juren no repetir-ho més. Just després de fer el pacte dues dones atractives passen per davant d'ells i comencen a anar darrere d’elles.

## Repartiment
- Roscoe Arbuckle (Fatty)
- Agnes Neilson (esposa de Fatty)
- Al St. John (vell amic)
- Buster Keaton (rival/policia amb bigoti)
- Alice Mann (noia bonica)
- Joe Bordeaux (encarregat del martell / policia)
- Jimmy Bryant
- Alice Lake
- Luke el gos